# Гелсингер, Пэт
Патрик Пол Гелсингер (англ. Patrick Paul Gelsinger; род. 1961, США) — американский менеджер, бывший генеральный директор (CEO) корпорации Intel (февраля 2021 — декабрь 2024) , бывший гендиректор компании VMware (сентябрь 2012 — январь 2021).

## Биография
Пэт Гелсингер родился в 1961 году в США и вырос на ферме в той части штата Пенсильвания, где живут Амиши по большей части говорящие на пенсильванском диалекте немецкого языка.
В 1979 году он получил квалификацию младшего специалиста в области электротехники окончив Технический институт Линкольна.
В 1983 году он с отличием закончил университет Санта-Клары в городе Санта-Клара штата Калифорния и получил степень бакалавра в области электротехники.
В 1985 году он окончил Стэнфордский университет и получил степень магистра в области электротехники.
В 1979 году, в возрасте 18 лет, Гелсингер начал свою карьеру в корпорации Intel в качестве специалиста по контролю качества и за тридцать лет работы в этой корпорации Пэт сменил множество технических, менеджерских и руководящих должностей.
Он выполнял обязанности инженера проекта при работе над процессорами Intel 80286 и 80386, а затем он уже руководил проектом по созданию микропроцессора 80486.
В 1993 году, в возрасте 32 лет, Гелсингер стал самым молодым вице-президентом корпорации Intel, возглавив подразделение Intel Labs, где он руководил многими исследовательскими инициативами и разработкой новых технологий, таких как USB и Wi-Fi. В 1997 году он впервые организовал конференцию Intel Developer Forum, в качестве аналога WinHEC от Microsoft, где он ежегодно выступал с докладами об актуальных технологических тенденциях.
С января 2000 по январь 2005 года он был главным техническим директором корпорации Intel. Затем он также руководил группой, отвечавшей за процессоры, наборы микросхем и материнские платы для настольных решений в потребительском и коммерческом сегментах. А после он стал старшим вице-президентом и генеральным директором группы Digital Enterprise Group (крупнейшего подразделения Intel) где он отвечал за продукты корпоративного сегмента, включая процессоры Xeon и Itanium.
За время работы в Intel он стал автором шести патентов в сферах компьютерной архитектуры, коммуникаций и проектирования СБИС. Также он стал соавтором книги «Programming the 80386», которая впервые была издана в 1987 году, а затем самостоятельно написал книгу «Балансировка вашей семьи, вера, & работа».
Он был отмечен различными отраслевыми наградами, а в 2008 году он получил высший статус членства IEEE, и также почетную степень доктора литературы от Университета Уильяма Джессапа.
В сентябре 2009 года Пэт Гелсингер покинул Intel, чтобы присоединиться к корпорации EMC, где он стал президентом и главным операционным директором подразделения EMC Information Infrastructure Products, отвечая за разработку и эксплуатацию в области хранения информации, обработки данных, резервного копирования и восстановления, безопасности RSA и корпоративных решений.
С сентября 2012 года по январь 2021 года был гендиректором компании VMware, годовой доход которой под его руководством почти утроился.
В конце 2012 года некоторые аналитики называли Гелсингера возможным преемником Стива Балмера в качестве генерального директора Microsoft.
13 января 2021 года было объявлено, что Гелсингер займёт пост генерального директора Intel после ухода с поста Боба Свона 15 февраля 2021 года.
2 декабря 2024 года было объявлено, что Гелсингер ушёл в отставку с поста генерального директора Intel